# Talamasca
Talamasca (или Talamaska) — продюсер из Франции, работающий в стиле психоделический транс. Это проект Седрика Дассалла (Cedric Dassulle), известного также, как DJ Lestat. Дассал обучался игре на пианино с 13 лет, карьеру диджея начал в 1992. В 1995/96 являлся резидентом парижского клуба «Rex Club». Он был под влиянием транс-музыки, которую он играл во время пати и хотел создавать свои собственные композиции. В 1996 он встретил других соучредителей — Steve Eli и Xavier de Galloy, исполнителей хаус-музыки, у которых имелась собственная студия. Вместе они решили сотрудничать, организовав психоделик-транс проект Talamasca. Дассал в настоящее время управляет им, как соло проектом.
Talamasca — также название общества психических детективов в книгах Энн Райс. Седрик Дассал взял себе сценическое имя «Лестат» в честь одного из героев этих детективов. Дассал сотрудничал с такими известными псай-транс продюсерами, как Nomad, Oforia, Space Cat и Xerox. Talamasca также участвовал в основании Лейбла психоделической транс-музыки 3D Vision совместно с Кристофом Драйллетом (Christof Drouillet), DJ Mael и Жавьером Галлой (Javier Galloy). В 2004 Дассалл основал свой собственный лейбл «Mind Control Records».
Синглы
- 1999 «Sinaï/Halloween» (3D Vision)
- 2001 «Genetik Monster» (Moon Spirits Records)
- 2001 «Magnetic Fields» (Spiral Trax International)
- 2005 «Illusion World» (Arcadia Music) (только в Японии)

Альбомы
- 2000 Beyond the Mask (3D Vision) совместно с Dj Mael, Domestic, Moshe Kenan
- 2001 Musica Divinorum[6] (Spiral Trax International)
- 2003 Zodiac (3D Vision)
- 2004 Made in Trance (Mind Control Records) совместно с Nomad, Life Extension, Schyzotrop, DJ Ananda, DJ Gui, DJ Neshama
- 2007 Obsessive Dream (Mind Control Records)
- 2009 Talamasca XSI-One (Mind Control Records/Parabola Music)
- 2011 Talamasca & Mesmerizer — Make Some Noise (Mind Control Records)
- 2013 Psychedelic Trance (Dacru Records)
- 2014 Level 9 (Dacru Records)
- 2015 The Time Machine (Dacru Records)
- 2017 A Brief History of Goa-Trance (Dacru Records)
- 2018 We gonna rock the world (Dacru Records) совместно с Ivan Castro, Skazi, Manasi Scott, Eric Castiglia